# José Javier Lasarte
José Javier Lasarte Iribarren, né le 6 décembre 1961, est un homme politique espagnol membre du Parti socialiste ouvrier espagnol (PSOE).
Il est élu député de la circonscription d'Álava lors des élections générales de décembre 2015.

## Biographie

### Vie privée
Il est marié et père d'une fille et un fils.

### Études et profession
Il s'inscrit à l'université du Pays basque en 1979 et obtient une licence en sciences économiques et entrepreneuriales, avec une spécialité en mathématique, en 1984. Entre 1990 et 1991, il suit et obtient une maîtrise en administration des affaires (MBA) de l'université de Deusto, de l'Audencia et de la Strathclyde Business School de Glasgow. Entre 1997 et 1999, il suit les deux premières années d'un cursus en doctorat dans le domaine de l'économie appliquée à l'université du Pays basque.
En 1985, il commence à travailler comme adjoint du directeur des ventes d'une entreprise de machinerie et outillage située à Vitoria-Gasteiz. Au début de l'année suivante, il intègre l'administration du gouvernement basque où il est chargé de suivre un programme relatif à l'introduction de la microélectronique et de l'informatique au sein de l'industrie et de la dépendance de la Société de promotion et reconversion industrielle (SPRI). En mai 1986, il devient économiste auprès du conseiller à l'Économie et à la Planification de la députation forale d'Alava. Après avoir brièvement travaillé sur un projet concernant le risque financier et d'investissement que représente l'exploitation de puits pétroliers à la British Petroleum de Glasgow entre juillet et septembre 1991, il devient chef du service de la Promotion économique et de l'Emploi au sein de direction de l'Économie de la députation forale d'Alava ; il conserve son poste jusqu'en mai 2009. D'octobre 1999 à septembre 2011, il est professeur associé de la deuxième faculté d'Économie financière de l'université du Pays basque. Il enseigne les cours de « création d'entreprises » et de « gestion d'entreprises publiques » à l'École de sciences économiques de Vitoria.

### Devenu député en cours de mandat
Secrétaire à l'Économie, à l'Industrie et à l'Emploi de la commission exécutive provinciale du Parti socialiste d'Alava entre 2002 et 2013, il est choisi pour occuper la troisième place sur la liste conduite par Ramón Jáuregui dans la circonscription d'Alava à l'occasion des élections générales de mars 2008. Les socialistes remportent 40,73 % des suffrages exprimés et obtiennent deux des quatre mandats en jeu dans la circonscription, insuffisants pour permettre l'élection de José Javier Lasarte au Congrès des députés. Il devient néanmoins parlementaire en mai 2009 à la faveur de la démission de Pilar Unzalu, nommée conseillère à l'Environnement, à la Planification territoriale, à l'Agriculture et à la Pêche au sein du premier gouvernement socialiste du Pays basque présidé par le lehendakari Patxi López,. Il est alors choisi comme premier secrétaire de la commission des Budgets et est membre de la commission bicamérale pour les relations avec le Tribunal des comptes et de la commission de l'Économie et des Finances. Il est, en outre, membre suppléant de la délégation espagnole à l'Assemblée parlementaire de l'OTAN.
Il se représente à la même position lors des élections législatives anticipées de décembre 2011 mais le parti ne remporte qu'un seul siège et il est contraint de quitter les Cortes Generales. Il reprend alors son poste de chef de service à la députation forale d'Alava.

### Tête de liste en Alava
À l'approche des élections générales de décembre 2015, la fédération socialiste d'Alava traverse une crise interne complexe depuis de nombreux mois en ce que trois factions opposées se disputent la direction du parti et ont porté des éléments devant la justice. La fédération voit ses chances de conserver un siège dans la circonscription s'amoindrir au fil du temps, d'autant plus que le nombre de militants est en forte baisse et que les socialistes ont seulement obtenu 10 % des voix lors des élections municipales du mois de mai. Après avoir écarté la candidature d'Eduardo Madina — auparavant élu dans la circonscription de Biscaye — et que le député sortant Ramón Jáuregui a annoncé son souhait de ne pas se représenter, la direction régionale du PSE-EE choisit directement, en septembre 2015, de confier la tête de liste à José Javier Lasarte,. Au soir du scrutin, sa liste obtient l'appui de 25 331 électeurs représentant 14,14 % des suffrages exprimés et remporte un seul des quatre mandats à pourvoir. Signant ainsi son retour au palais des Cortes, il exerce les responsabilités de porte-parole socialiste à la commission des Budgets. Il siège, en plus, à la commission de l'Économie et de la Compétitivité, à la commission des Finances et des Administrations publiques et à celle de l'Industrie, de l'Énergie et du Tourisme.
Il se présente à nouveau lors des élections anticipées de juin 2016 et enregistre une augmentation nette de plus de mille voix par rapport à 2015. Cette augmentation lui permet de sauver son mandat qui aurait pu revenir entre les mains de la coalition Unidos Podemos. Il conserve ainsi ses responsabilités parlementaires et devient membre de la commission de la Défense. En mars 2018, alors que le PSOE défend la continuité et l'augmentation des pensions de retraite publiques, il est révélé qu'à l'instar d'autres parlementaires socialistes comme Pedro Sánchez, Margarita Robles, José Luis Ábalos ou encore Ciprià Císcar, il dispose d'un fonds personnel privé pour financer sa retraite.